# Plénise
Plénise é uma comuna francesa na região administrativa de Borgonha-Franco-Condado, no departamento de Jura. Estende-se por uma área de 5,43 km². Em 2010 a comuna tinha 63 habitantes (densidade: 11,6 hab./km²).